# Opisthograptis sulphurea
Opisthograptis sulphurea là một loài bướm đêm trong họ Geometridae.